# Bosnië en Herzegovina op de Olympische Zomerspelen 2012
Bosnië en Herzegovina nam deel aan de Olympische Zomerspelen 2012 in Londen, Verenigd Koninkrijk.

## Deelnemers en resultaten
(m) = mannen, (v) = vrouwen 

### Atletiek
| Olympiër     | Onderdeel       | Resultaat | Prestatie                            |
| ------------ | --------------- | --------- | ------------------------------------ |
| Kemal Mešić  | kogelstoten (m) | 24e       | kwalificatie groep A: 12e met 19,60m |
|              |                 |           |                                      |
| Lucia Kimani | marathon (v)    | DNF       | niet gefinisht                       |

### Judo
| Olympiër   | Onderdeel  | Resultaat | Prestatie                         |
| ---------- | ---------- | --------- | --------------------------------- |
| Amel Mekić | -100kg (m) | 17e       | 1e ronde: V van KOR Hee-Tae: yuko |

### Schietsport
| Olympiër       | Discipline                 | Resultaat | Prestatie                                            |
| -------------- | -------------------------- | --------- | ---------------------------------------------------- |
| Nedžad Fazlija | 10m luchtgeweer (m)        | 44e       | kwalificatie: 44e met 585 punten (96-97-96-99-98-99) |
| Nedžad Fazlija | 50m geweer 3 houdingen (m) | 38e       | kwalificatie: 38e met 1149 punten (392-372-385)      |
| Nedžad Fazlija | 50m geweer liggend (m)     | 45e       | kwalificatie: 45e met 587 punten (98-98-97-97-98-98) |

### Zwemmen
| Olympiër       | Onderdeel           | Resultaat | Prestatie              |
| -------------- | ------------------- | --------- | ---------------------- |
| Ensar Hajder   | 200m wisselslag (m) | 36e       | serie 1: 4e in 2.05,70 |
|                |                     |           |                        |
| Ivana Ninković | 100m schoolslag (v) | 41e       | serie 1: 1e in 1.14,04 |

Afghanistan · Albanië · Algerije · Amerikaanse Maagdeneilanden · Amerikaans-Samoa · Andorra · Angola · Antigua en Barbuda · Argentinië · Armenië · Aruba · Australië · Azerbeidzjan · Bahama's · Bahrein · Bangladesh · Barbados · België · Belize · Benin · Bermuda · Bhutan · Bolivia · Bosnië en Herzegovina · Botswana · Brazilië · Britse Maagdeneilanden · Brunei · Bulgarije · Burkina Faso · Burundi · Cambodja · Canada · Centraal-Afrikaanse Republiek · Chili · China · Chinees Taipei · Colombia · Comoren · Congo-Brazzaville · Congo-Kinshasa · Cookeilanden · Costa Rica · Cuba · Cyprus · Denemarken · Djibouti · Dominica · Dominicaanse Republiek · Duitsland · Ecuador · Egypte · El Salvador · Equatoriaal-Guinea · Eritrea · Estland · Ethiopië · Fiji · Filipijnen · Finland · Frankrijk · Gabon · Gambia · Georgië · Ghana · Grenada · Griekenland · Groot-Brittannië · Guam · Guatemala · Guinee · Guinee‑Bissau · Guyana · Haïti · Honduras · Hongarije · Hongkong · Ierland · IJsland · India · Indonesië · Irak · Iran · Israël · Italië · Ivoorkust · Jamaica · Japan · Jemen · Jordanië · Kaaimaneilanden · Kaapverdië · Kameroen · Kazachstan · Kenia · Kirgizië · Kiribati · Koeweit · Kroatië · Laos · Lesotho · Letland · Libanon · Liberia · Libië · Liechtenstein · Litouwen · Luxemburg · Macedonië · Madagaskar · Malawi · Maldiven · Maleisië · Mali · Malta · Marshalleilanden · Marokko · Mauritanië · Mauritius · Mexico · Micronesië · Moldavië · Monaco · Mongolië · Montenegro · Mozambique · Myanmar · Namibië · Nauru · Nederland · Nepal · Nicaragua · Nieuw-Zeeland · Niger · Nigeria · Noord-Korea · Noorwegen · Oeganda · Oekraïne · Oezbekistan · Oman · Oostenrijk · Oost-Timor · Pakistan · Palau · Palestina · Panama · Papoea-Nieuw-Guinea · Paraguay · Peru · Polen · Portugal · Puerto Rico · Qatar · Roemenië · Rusland · Rwanda · Saint Kitts en Nevis · Saint Lucia · Saint Vincent en Grenadines · Salomonseilanden · Samoa · San Marino · Sao Tomé en Principe · Saoedi-Arabië · Senegal · Servië · Seychellen · Sierra Leone · Singapore · Slovenië · Slowakije · Soedan · Somalië · Spanje · Sri Lanka · Suriname · Swaziland · Syrië · Tadzjikistan · Tanzania · Thailand · Togo · Tonga · Trinidad en Tobago · Tsjaad · Tsjechië · Tunesië · Turkije · Turkmenistan · Tuvalu · Uruguay · Vanuatu · Venezuela · Verenigde Arabische Emiraten · Verenigde Staten · Vietnam · Wit-Rusland · Zambia · Zimbabwe · Zuid-Afrika · Zuid-Korea · Zweden · Zwitserland · Onafhankelijke atleten